# Laburivka, Kotelva
Laburivka (în ucraineană Лабурівка) este un sat în comuna Mîloradove din raionul Kotelva, regiunea Poltava, Ucraina.

## Demografie
Componența lingvistică a localității Laburivka
     Ucraineană (100%)
Conform recensământului din 2001, toată populația localității Laburivka era vorbitoare de ucraineană (100%).